# Woodsia hancockii
Woodsia hancockii är en hällebräkenväxtart som beskrevs av Bak. Woodsia hancockii ingår i släktet Woodsia och familjen Woodsiaceae. Inga underarter finns listade.